# Elisha P. Ferry
Elisha Peyre Ferry (nascido em 9 de agosto de 1825 - 14 de outubro de 1895) foi governador de Washington de 1872 a 1880, e de 1889 a 1893.
Ferry nasceu no Condado de Monroe, Michigan. Era advogado de Washington, foi prefeito de Waukegan entre 1859 e 1862. Ele sucedeu Edward S. Salomon como governador e cumpriu seu papel entre 1872 a 1880 e mais tarde sucedeu o governador Miles Conway Moore, ocupando novamento o cargo agora como governador de Washington, ocupou o cargo entre 1889 a 1893. Foi substituído como governador por John McGraw, Ferry morreu dois anos depois em Seattle, Washington a 14 de outubro de 1895.